# Mormenta
Mormenta es una entidad de población situada en la parroquia de San Lorenzo de Trives, del municipio español de Puebla de Trives, en la provincia de Orense, Galicia.

## Toponimia
La entidad también es conocida por el nombre de A Regateira.

## Demografía
La entidad de población de Mormenta no consta ni en las bases de datos del INE ni en las del IGE por lo que se desconocen los datos demográficos de la misma.